# Polina
Polina (in ungherese Alsófalu) è un comune della Slovacchia facente parte del distretto di Revúca, nella regione di Banská Bystrica.